# Генц, Кристоф
Кристоф Генц (нем. Christoph Genz; 1 марта 1971, Эрфурт) — немецкий оперный певец (тенор), лауреат международных конкурсов.

## Биография
Кристоф Генц начал заниматься музыкой в детстве. Он пел в знаменитом хоре мальчиков «Thomanerchor»Церкви Святого Фомы в Лейпциге, которым некогда руководил И. С. Бах. Затем Генц продолжил занятия в Англии, в королевском колледже в Кембридже, где также пел в хоре. Профессиональное музыкальное образование он получил в Лейпцигской высшей школе музыки имени Мендельсона у Ганса Йоахима Байера. Также Генц занимался вокалом под руководством Элизабет Шварцкопф.
Став лауреатом международного конкурса вокалистов в Гримсби в 1995 году и выиграв международный конкурс имени Иоганна Себастьяна Баха в 1996 году, Кристоф Генц вошёл в состав труппы Базельского театра. С тех пор он регулярно выступает на крупнейших театральных и концертных площадках Европы, в том числе в миланском «Ла Скала» и в Гамбургском оперном театре, где в сезонах 2001-2004 годов он числился постоянным членом оперной труппы театра, исполняя роли Тамино в «Волшебной флейте», Бельмонта в «Похищении из сераля» Моцарта, Шевалье в «Диалогах кармелиток» Франсиса Пуленка.
Генц сотрудничал с такими дирижёрами, как Франц Брюгген, Герберт Бломстедт, Филипп Херревеге, Саймон Рэттл и Петер Шрайер. 
Дискография насчитывает более 50 CD и DVD дисков с записями песен, ораторий, арий и оперных произведений.
Младший брат Кристофа Генца — баритон Штефан Генц.